# Дрвенцьк
Дрвенцьк (пол. Drwęck, нім. Dröbnitz) — село в Польщі, у гміні Ольштинек Ольштинського повіту Вармінсько-Мазурського воєводства.
Населення — 198 осіб (2011).

## Демографія
Демографічна структура станом на 31 березня 2011 року:
|          | Загалом | Допрацездатний вік | Працездатний вік | Постпрацездатний вік |
| -------- | ------- | ------------------ | ---------------- | -------------------- |
| Чоловіки | 101     | 20                 | 75               | 6                    |
| Жінки    | 97      | 21                 | 60               | 16                   |
| Разом    | 198     | 41                 | 135              | 22                   |